# José Manuel García-Margallo
José Manuel García-Margallo y Marfil (Madrid, 13 de agosto de 1944) es un político español, miembro del Partido Popular y exdiputado al Parlamento Europeo.
Durante su carrera política ha sido ministro de Asuntos Exteriores y de Cooperación de 2011 a 2016, director general de Desarrollo Comunitario en el Ministerio de Cultura de 1977 a 1979, diputado en el Congreso de los Diputados en diversas legislaturas, siendo secretario general del Grupo Parlamentario Centrista y presidente de las comisiones de Peticiones (1979-1982) y Mixta de Seguridad Nacional (2016 y 2019). Asimismo, es y ha sido miembro del Parlamento Europeo en diversas legislaturas (1994-2011; 2019-2024), donde desempeñó el cargo de vicepresidente de la Comisión de Asuntos Económicos y Monetarios. Ha sido condecorado con la Gran Cruz del Mérito Civil (1982) y la Orden del Mérito Constitucional (1988).

## Biografía

### Familia
Hijo de Manuel García-Margallo y Riaza y de María de la Esperanza Marfil Calleja (f. Madrid, 22 de febrero de 1969). Es sobrino-nieto de Juan García-Margallo y Cuadrado, capitán del Regimiento de Caballería Alcántara 10, que falleció en 1921 junto a otros 550 militares cuando protegían el repliegue de las tropas españolas desde sus posiciones en Annual hasta Arruit, durante la guerra del Rif. También es bisnieto de Juan García y Margallo, general y gobernador de Melilla, que falleció en la guerra de Margallo.
Se casó en diciembre de 1970 con María Immaculada Valltera y Musoles, hija de Ramón Vallterra y Santonja y de María de Musolles y Frigola y nieta paterna de José Vallterra y Corbí y de Julia Santonja y Mercader, hija del II marqués de Villagracia y de la XI condesa de Buñol.

### Formación y carrera profesional
Cursó estudios de bachillerato con los Jesuitas, en el colegio San Ignacio de Loyola de San Sebastián. Continuó con su formación en la Universidad de Deusto donde estudió Derecho y Economía, revalidando el primero de dichos títulos ante el correspondiente Tribunal del Estado con la calificación de sobresaliente (1965). En 1968 ganó las oposiciones a inspector técnico fiscal del Estado, pasando a desempeñar dicho cargo en Castellón y Guipúzcoa. En el año 1973 cursó el International Tax Program de la Harvard Law School, obteniendo el grado de Master of Law por la misma universidad, con especialización en Derecho Societario y Regulación del Mercado de valores.
En 1974 fue nombrado jefe del Servicio de Estudios y Programación de la Secretaría General Técnica del Ministerio de Hacienda y en 1982 ponente del Tribunal Económico Administrativo Central. Como profesor universitario ha impartido clases en la Facultad de Derecho de San Sebastián. Asimismo ha sido profesor del máster en Comunidades Europeas de la Universidad Politécnica de Madrid y de fiscalidad comunitaria en el Instituto de Empresa de Madrid.
En 2004, obtuvo el doctorado en Derecho por la Universidad Miguel Hernández de Elche con la tesis doctoral titulada Una apuesta por el modelo europeo de bienestar.

### Carrera política

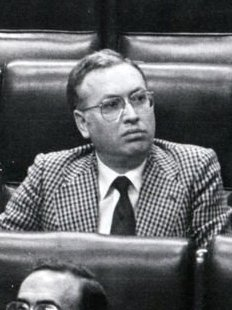
García-Margallo en el Congreso en 1982.

Comenzó su andadura política muy pronto, ya que ingresó en las Juventudes Monárquicas Españolas (JUME) en 1960. En julio de 1975, durante los últimos meses del franquismo, fue miembro fundador de la Fundación de Estudios Independientes (FEDISA), del Partido Popular de José María de Areilza y Pío Cabanillas (1976) y, posteriormente, se unió a la Unión de Centro Democrático (UCD) (1977).
Elegido diputado en las Cortes Constituyentes de 1977 fue nombrado director general de Desarrollo Comunitario del Ministerio de Cultura, cargo que desempeñó entre los años 1977 y 1979. Reelegido como diputado en las elecciones de este año fue nombrado presidente de la Comisión de Peticiones, para pasar a ser en 1981, secretario general del Grupo Parlamentario Centrista y secretario de Formación de UCD. En 1986 fue elegido diputado por Valencia por Coalición Popular; siendo nombrado secretario de las Relaciones Internacionales de la Democracia Cristiana (antes PDP). En 1989 y 1993, repite como diputado por Valencia, esta vez por el Partido Popular, pasando a ser portavoz de Economía y Hacienda.
Elegido diputado al Parlamento Europeo en la legislatura 1994-1999, pasó a desempeñar en el mismo, los cargos de vicepresidente de la Subcomisión de Asuntos Económicos y Monetarios, vicepresidente de la Delegación para América Central y México y presidente del Intergrupo de Servicios Financieros. Nuevamente reelegido diputado en las elecciones de 1999, ostentó los cargos de vicepresidente de la  Comisión de Asuntos Económicos y Monetarios y de la Delegación para América Central y México. Tras las elecciones de 2004, fue vicepresidente de la Comisión de Asuntos Económicos y Monetarios del Parlamento Europeo y presidente de la Delegación para las Relaciones con los países de la Comunidad Andina.
El 22 de diciembre de 2011 fue nombrado ministro de Asuntos Exteriores y de Cooperación del Gobierno de España, hasta el 4 de noviembre de 2016, si bien desde el 20 de diciembre de 2015 fue en calidad de ministro en funciones.

### Ministro de Asuntos Exteriores y Cooperación (2011-2016)

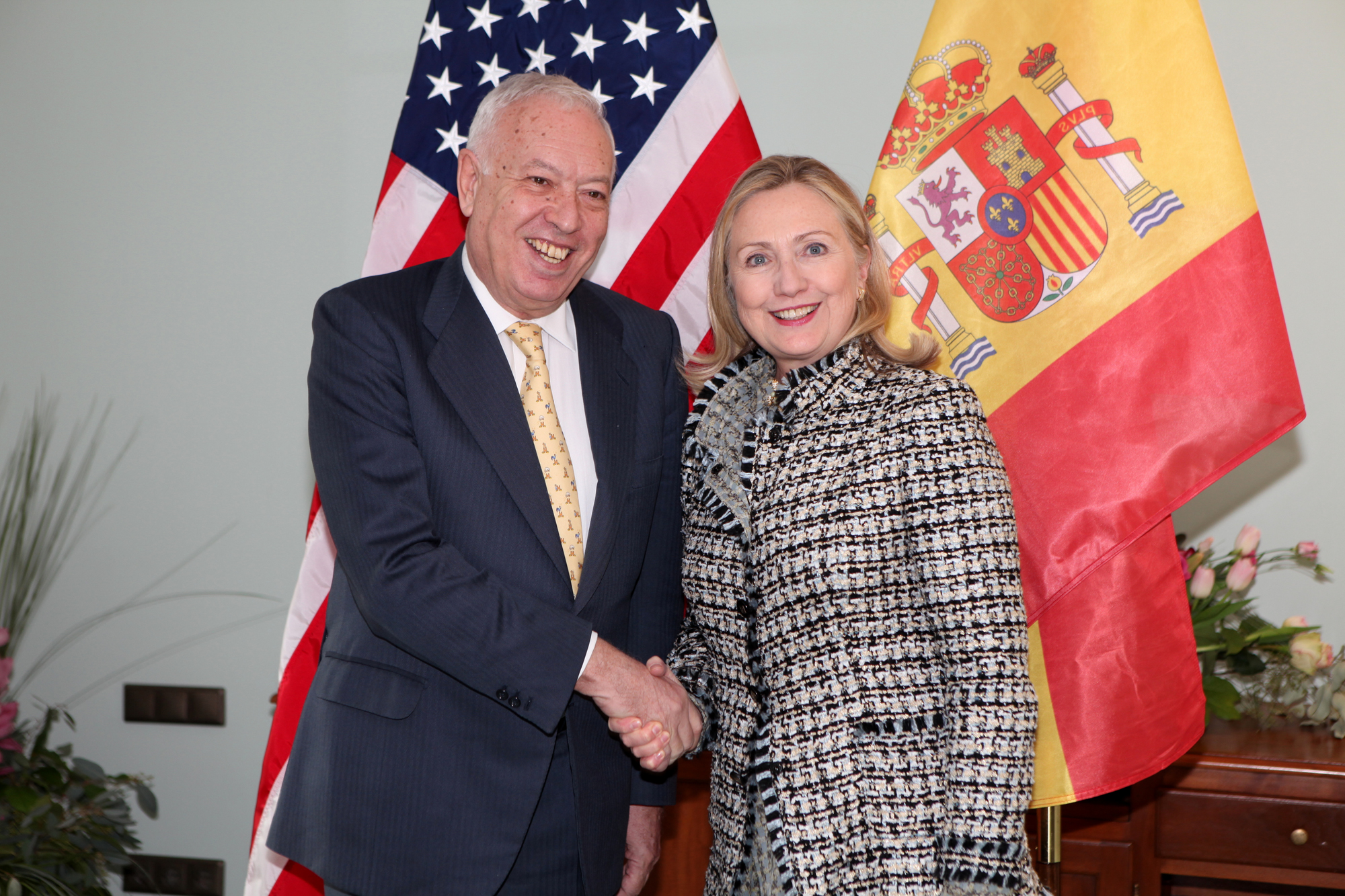
Reunido con Hillary Clinton, secretaria de Estado de los Estados Unidos (febrero de 2012)

Como otros muchos gobiernos occidentales, el 29 de mayo de 2012 el Gobierno español decidió expulsar de España al embajador de Siria en respuesta a la masacre de Hula, en la que fueron asesinadas 108 personas, de ellas 49 niños y 34 mujeres, la mayoría ejecutadas por las milicias favorables al presidente sirio Bashar al-Ásad. García-Margallo, que se encontraba en Londres, afirmó que el objetivo de la medida era «elevar un grito de protesta contra las salvajadas que se están produciendo en Siria». Junto con el embajador, Husam Edim Ala, fueron expulsados otros cuatro miembros de la embajada, entre ellos un coronel de la policía política, al que se acusa de espiar a la oposición siria en España.

### Precandidatura a la presidencia del PP

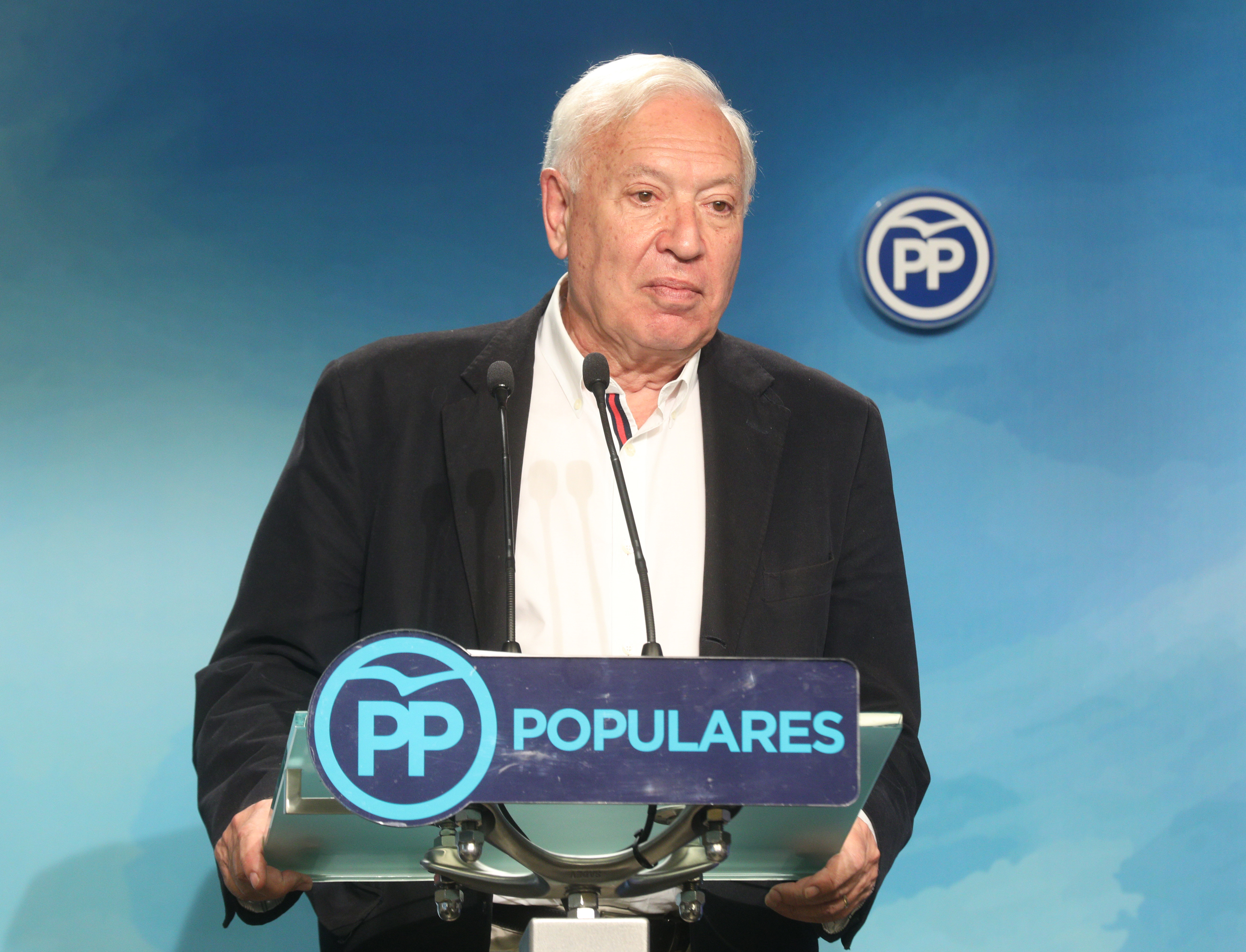
En Génova 13, tras conocerse los resultados del voto de los militantes

García-Margallo presentó en junio de 2018 una candidatura personal a presidir el PP junto a las de Soraya Sáenz de Santamaría, Pablo Casado, María Dolores de Cospedal, José Ramón García Hernández y Elio Cabanes. Tras conocerse el 5 de julio de 2018 resultados en las primarias (680 votos, 4.ª posición), declaró: «quiero felicitar a los dos ganadores que han pasado a la final, agradecer a los militantes su participación y a los que me han votado, que han sido tan pocos que espero hacerlo personalmente uno a uno».

### Parlamento Europeo
García-Margallo se presentó a las elecciones al Parlamento Europeo de 2019 en el puesto número siete de la lista del Partido Popular, y resultó elegido diputado en dichas elecciones. Fue vicepresidente de la delegación en la Asamblea Parlamentaria Euro-Latinoamericana y miembro de la Comisión de Asuntos Económicos y Monetarios, de la Delegación en la Comisión Parlamentaria Mixta UE-México y de la Delegación en la Comisión Parlamentaria Cariforum-UE.

## Publicaciones
- El Impuesto sobre el Valor Añadido. Editorial de Derecho Financiero. 1985
- El Impuesto sobre el Valor Añadido: Reglamento, consultas y contabilización. Editorial de Derecho Privado. 1986
- Una reforma fiscal para España. LID. 1996
- Financiación de las comunidades autónomas y corresponsabilidad fiscal. Fundación Bancaixa. 1996
- La Apuesta Europea: de la Moneda a la Unión Política. Estudios de política exterior. S.A. Biblioteca Nueva. 1998 (en colaboración con Íñigo Méndez de Vigo)
- El Papel de la Política de la Competencia en la Construcción Europea. Instituto de Estudios Europeos de la Universidad San Pablo-CEU. 2000
- Análisis del Sistema de Financiación Autonómica: Bases para un nuevo modelo. Bancaja. 2000
- Ahorro y Fiscalidad en España. Caja de Ahorros del Mediterráneo. 2001
- Unión Europea y América Latina: Frente a los desafíos de la globalización. CELARE. 2001
- Carta desde Tres Parlamentos. Editorial Planeta. 2009
- La Clave está en Europa. Editorial RIE. 2009
- Cinco Años de Parlamento Europeo (I y II). Editorial La Sirena. 2009
- Apuesta por España. Editorial RIE. 2009
- The Financial Turmoil and the Exit Strategy. Editorial RIE. 2010
- Europa, Historia de una Ambición. Ediciones RIE. 2010
- Frente a la crisis, más Europa. EPP Group. 2010
- Todos los cielos conducen a España: Cartas desde un avión. Editorial Planeta. 2015
- Europa y el porvenir: Cómo preservar y fortalecer el modelo europeo de bienestar. Atalaya. 2016
- Por una convivencia democrática: Una propuesta de reforma para adaptar la Constitución al siglo XXI. Ediciones Deusto. 2017
- Memorias heterodoxas: De un político de extremo centro. Ediciones Península. 2020

## Reconocimientos
- Gran Cruz de la Orden del Mérito Civil (1982)[13]
- Maestrante de la Maestranza de Caballería de San Fernando (2014)[14]
- Banda de la Orden Mexicana del Águila Azteca (2015)[15]
- Gran Cruz de la Orden El Sol del Perú (2015)[16]
- Gran Cruz de la Orden del Mérito de Portugal (2016)[17]
- Gran Cruz de la Real Orden de Carlos III (2021)[18]